# Martino Longhi, el Viejo
Martino Longhi, el Viejo (Martino Longhi il vecchio) (Viggiù, 4 de abril de 1534 – Roma, 11 de junio de 1591) fue un arquitecto italiano, de la segunda mitad del siglo XVI, primero de una dinastía de arquitectos a la que pertenecieron, entre otros, su hijo Onorio y su sobrino Martino.

## Biografía

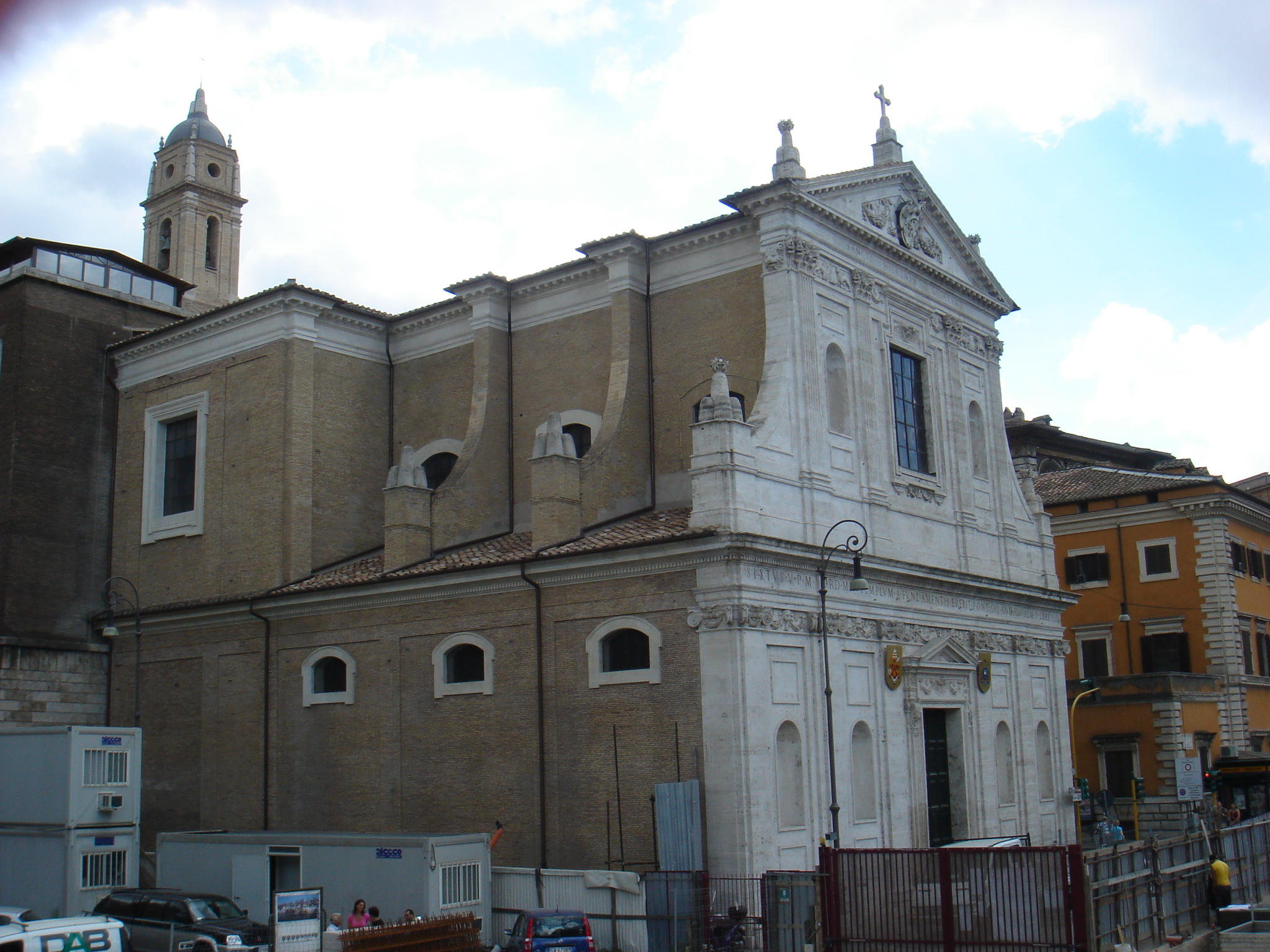
San Girolamo degli Schiavoni en Roma

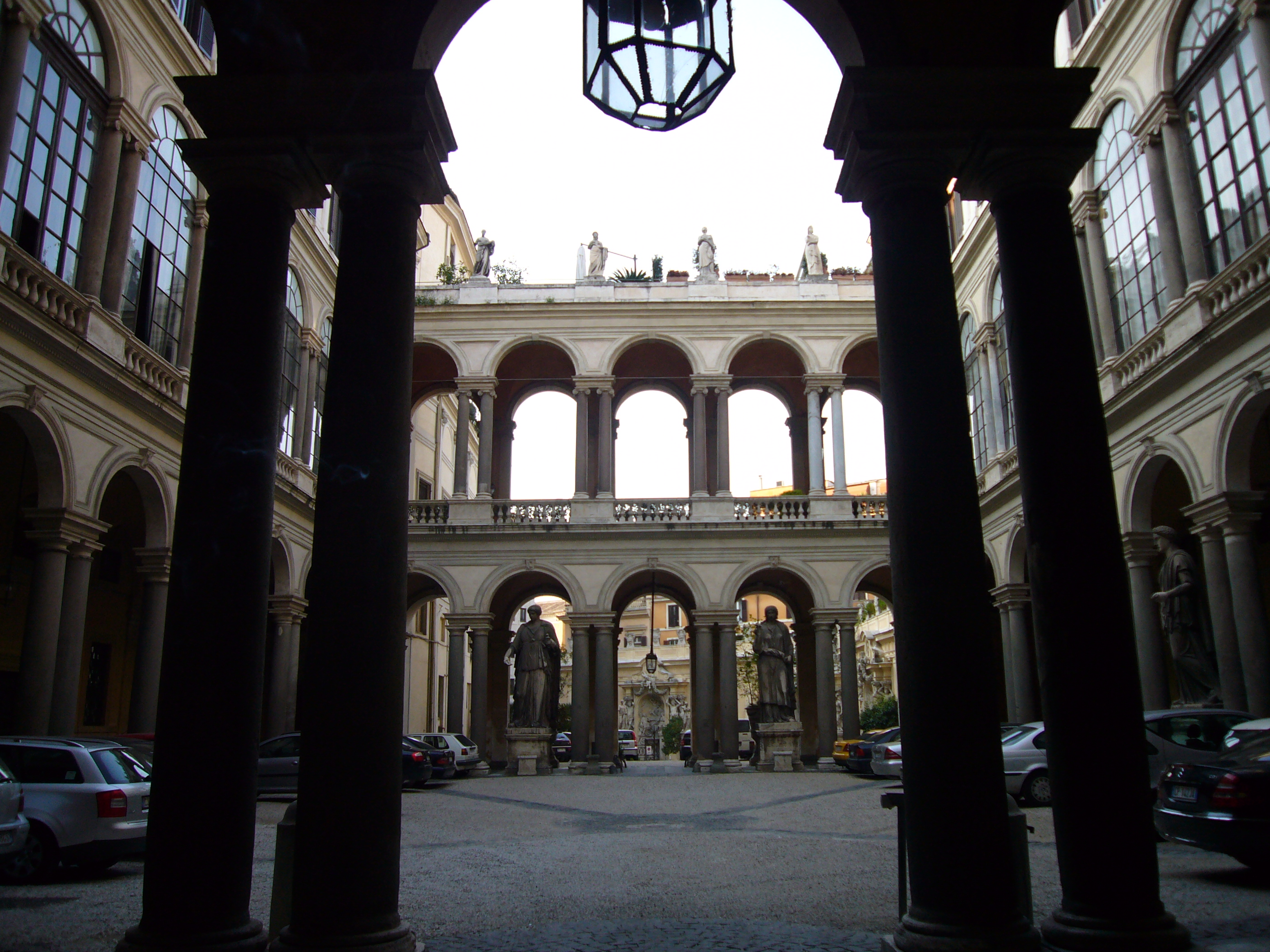
El patio (cortile) del Palacio Borghese en Roma

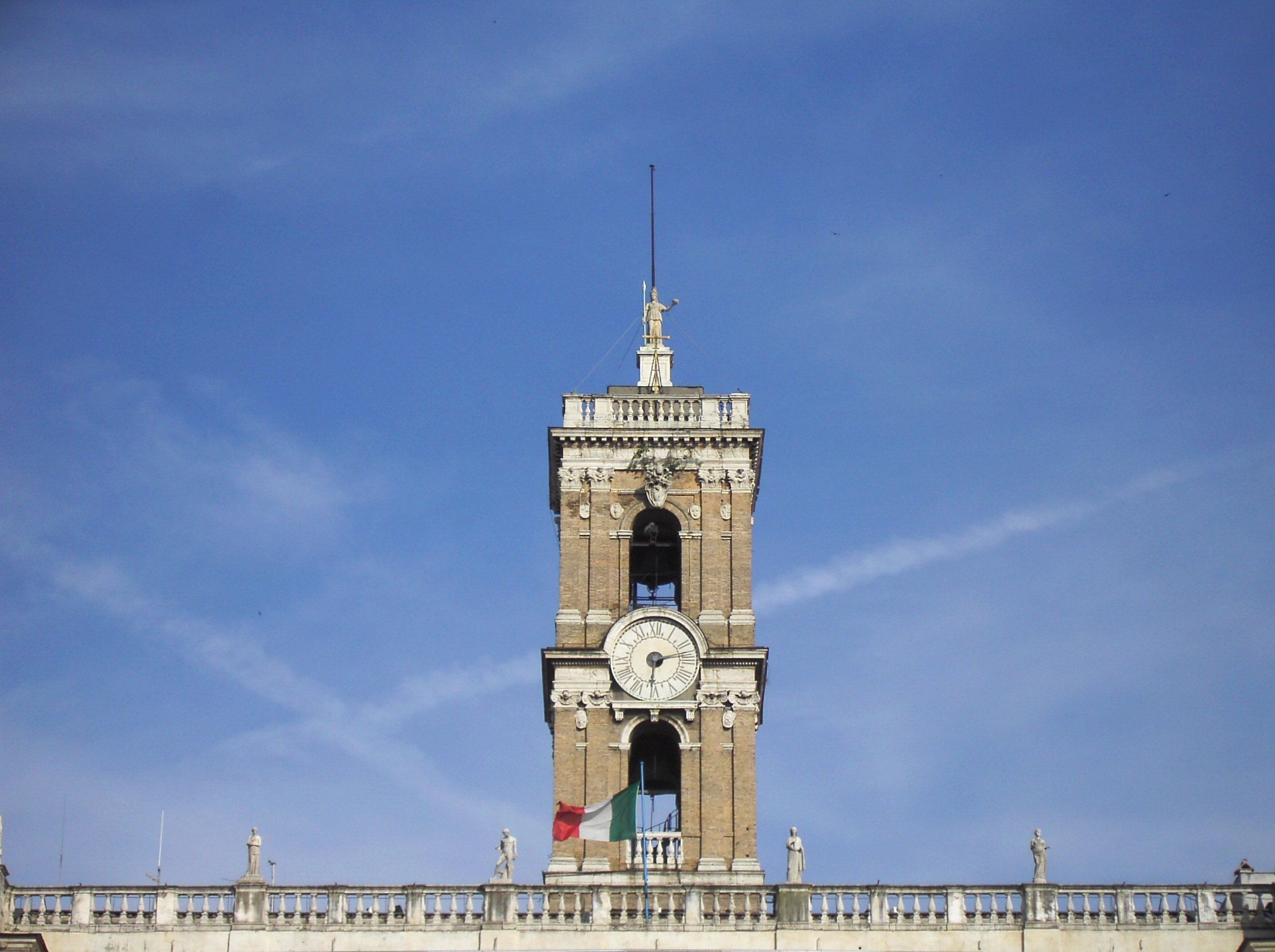
Campitolio romano, torre campanario del Palacio senatorial

Procedente de Viggiù en Lombardía, trabajó inicialmente en Alemania para la familia austriaca del cardenal Marco Sittico Altemps, emparentada con la familia lombarda de los Borromeo. Más tarde fue contratado (1566-1572) por Pío V para colaborar con Giorgio Vasari y Jacopo Barozzi da Vignola en la construcción de la Basílica de Santa Croce en Bosco Marengo, el pueblo natal del papa.
Establecido en Roma desde finales de 1569, Longhi trabajó en el Palazzo Altemps, en el Palazzo Borghese (es su patio con columnas binarias, quizás inspiradas en la obra de Pellegrino Tibaldi) y en el Palazzo Cesi-Armellini. Diseñó las iglesias de Santa Maria della Consolazione y de San Girolamo Schiavoni.
También es obra suya la torre del Palazzo Senatorial del Capitolio, en dos órdenes y de mayor altura que la proyectada originalmente por Miguel Ángel.